# Краснолуцький музей бойової слави шахтарів на р. Міус
Краснолуцький музей бойової слави на річці Міус — історичний меморіальний комплекс.
Щороку музей відвідує 20 тисяч осіб.
Музей розташований за 15 кілометрів від Красного Луча.

## Історія
За 15 кілометрів від Красного Луча, у мальовничому місці Янівського урочища на місці колишніх важких боїв, де 8,5 місяців тримали оборону 383-а, 395-а Шахтарські дивізії зведено Меморіальний комплекс Музею на р. Міус. (1964—1968 р.р.)
Автор проекту архітектор Гривський О. Г. та група Ленінградських архітекторів та зодчих.
28 серпня 1965 р. відбулося історичне відкриття Музею бойової слави шахтарів на річці Міус. (були присутніми понад 20 тис. осіб)
До 1968 р. було завершене будівництво меморіального комплексу.
70-ті роки — пік відвідуваності Музею. За день приїжджало до 20 автобусів.
У 90-ті роки та на початку 2000-х настав чорний період для музею: роками без світла та опалення. Проте тисячі відвідувань. Із 2009 р. — музей у комунальній власності м. Красний Луч, що дало можливість відновити його життєздатність. Із 2015р — державна установа.
Сьогодні музей затребуваний, як і в минулі роки. Нинішня війна, яка відображена в експозиції музею, не залишає байдужими нікого.
Особлива увага керівників міста до патріотичного виховання молоді дозволяє музею повною мірою виконувати своє призначення.
Музей на річці Міус — одне з наймальовничіших місць м. Червоний Луч, значуще та святе місце для червонолучан. Сюди постійно приїжджають учні міста та інших місць, знайомляться з подвигами захисників міста та визволителями Донбасу.
Після випускного балу зустрічають світанок випускники шкіл міста. У день урочистого одруження приїжджають молодята вклонитися полеглим, піднімаються сходами до Монументу Героїв, покладають квіти. Ветерани привозять онуків. Та й кожен із краснолучан прагне побувати тут, вклонитися, віддати почесті полеглим, бо в кожній сім'ї — втрати, з кожної сім'ї війна вирвала рідну людину і часом не тільки одну. . .

## Експозиція
На території музею розташовані:
1. Пам'ятник-пам'ятник Шахтарям на вершині пагорба;
2. Сходи Героїв;
3. Площа парадів;
4. Будівля Музею;
5. Сад Перемоги;
6. Амфітеатр просто неба;
7. Експозиція просто неба: а) Батарея гармат;
б) Танк Т-34.